# Imperio seléucida
El Imperio seléucida (en griego antiguo: Βασιλεία τῶν Σελευκιδῶν, romanizado: Basileía tōn Seleukidōn, lit. 'Reino de los seléucidas') (312-63 a. C.) fue un imperio helenístico en Asia occidental. Fue fundado en el año 312 a. C. por el general macedonio Seleuco I Nicátor, tras la división del Imperio macedonio fundado por Alejandro Magno, y gobernado por la dinastía seléucida hasta su anexión a la República romana por Pompeyo en el año 63 a. C.
Tras recibir las regiones mesopotamias de Babilonia y Asiria en el 321 a. C., Seleuco I empezó a expandir sus dominos para incluir los territorios del Oriente próximo que comprenden los actuales Irak, Irán, Afganistán, Siria y Líbano, todos los cuales habían estado bajo control macedonio tras la caída del Imperio aqueménida persa. El Imperio seléucida se centraba en Oriente Próximo, y en el apogeo de su poder incluía Anatolia central, el Levante, Mesopotamia, Persia, los actuales Kuwait, Afganistán y Turkmenistán, Pamir y algunas zonas de Pakistán. 
El imperio seléucida fue un centro principal de la cultura helenística, donde se mantenía la preeminencia de las costumbres griegas y donde una élite macedonia grecoparlante dominaba las áreas urbanas. La población griega de las ciudades que formaba la élite dominante fue reforzada por la inmigración desde Grecia. Los territorios occidentales del imperio fueron motivo de repetidas disputas con el estado helenístico rival del Egipto ptolemaico. En el oriente, un conflicto militar con el gobernante indio Chandragupta del Imperio maurya en el año 305 a. C., llevó a que se cediera un vasto territorio al occidente del Indo, así como a una alianza política.
A comienzos del siglo II a. C., Antíoco III el Grande intentó proyectar el poder y autoridad seléucidas en la Grecia helenística, pero sus intentos fueron frustrados por la República romana y sus aliados griegos. Los seléucidas se vieron forzados a pagar onerosas reparaciones de guerra y tuvieron que poner fin a reclamaciones territoriales al occidente de los montes Taurus en el sur de Anatolia, marcando el declive gradual de su imperio. Mitrídates I de Partia conquistó gran parte de las tierras orientales restantes del Imperio seléucida a mediado del siglo II a. C., incluyendo Asiria y lo que había sido Babilonia, mientras que el Reino grecobactriano siguió floreciendo al nordeste. Los reyes seléucidas fueron posteriormente reducidos a un estado remanente en Siria, hasta que fueron conquistados por Tigranes II el Grande de Armenia en el año 83 a. C., y finalmente derrocados por el general romano Pompeyo en el año 63 a. C.

## Historia

### Partición del imperio de Alejandro
Alejandro Magno conquistó el Imperio aqueménida en un breve espacio de tiempo y murió joven, dejando un extenso imperio parcialmente helenizado sin un heredero adulto. El imperio se puso bajo la autoridad de un regente en la persona de Pérdicas en 323 a. C., y los territorios fueron divididos entre los generales de Alejandro, quienes se convirtieron en sátrapas por la Partición de Babilonia.

### Ascenso de Seleuco
Los generales de Alejandro se enfrentaron por su supremacía sobre partes del imperio, y Ptolomeo, uno de los generales y sátrapa de Egipto, fue el primer desafío al nuevo gobierno, lo que llevó a la desaparición de Pérdicas. Su rebelión condujo a una nueva partición del imperio en el Pacto de Triparadiso en 320 a. C. Seleuco, que había sido el "comandante en jefe del campamento" de Pérdicas desde 323 a. C., colaboró más tarde en su asesinato, recibiendo Babilonia en 312 a. C., y desde aquel punto continuó ampliando sus dominios sin piedad. Seleuco se estableció en Babilonia ese mismo año, tomándose esa fecha como la de la fundación del Imperio seléucida. Y no solo se hizo con Babilonia, sino también recibió toda la enorme parte oriental del Imperio alejandrino:

Siempre al acecho de las naciones vecinas, fuerte en armas y persuasivo en consejos, él [Seleuco] adquirió Mesopotamia, Armenia, Capadocia 'seléucida', Persis, Partia, Bactriana, Arabia, Tapuria, Sogdiana, Aracosia, Hircania, y otros pueblos adyacentes que habían sido subyugados por Alejandro, tan lejanos como el río Indo, por lo que las fronteras de su imperio eran las más extensas de Asia después de las de Alejandro. La totalidad de la región desde Frigia al Indo fue sometida por Seleuco.
Apiano, Las guerras sirias.

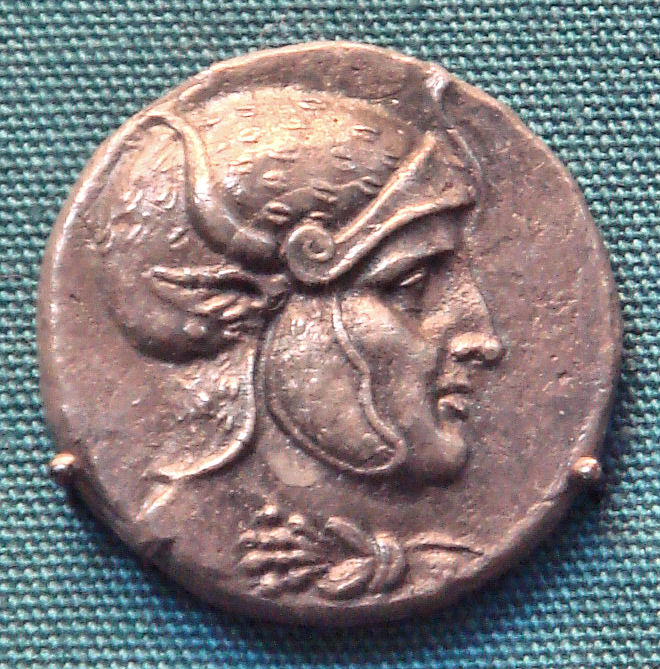
Moneda de Seleuco I Nicátor.

Seleuco estuvo en lugares tan lejanos como la India, donde llegó a un acuerdo con Chandragupta Maurya, con el que cambió sus territorios orientales por una considerable fuerza de 500 elefantes de guerra, que jugaron un papel decisivo en Ipsos:

Los indios ocuparon [en parte], algunos de los países situados a lo largo del Indo, que anteriormente pertenecían a los persas: Alejandro privó de ellos a los arianos, y estableció allí sus propios asentamientos. Seleuco Nicátor se los dio a Sandrokottos como consecuencia de un contrato de matrimonio, y recibió a cambio quinientos elefantes.
Estrabón, Geografía.

### Expansión hacia el oeste
Después de su victoria junto a Lisímaco sobre Antígono Monóftalmos en la batalla de Ipsos en el año 301 a. C., Seleuco tomó el control de la Anatolia oriental y el norte de Siria. En esta última zona fundaría una nueva capital, llamada Antioquía, en honor a su padre. Una capital alternativa fue establecida en Seleucia del Tigris, al norte de Babilonia. El imperio de Seleuco alcanzó su máxima expansión a consecuencia de la derrota de Lisímaco, su antiguo aliado, en Corupedio (281 a. C.), con la que Seleuco amplió su control sobre Anatolia occidental. Seleuco abrigó la esperanza de tomar el control de las tierras de Lisímaco en Europa ―principalmente Tracia y la propia Macedonia―, pero fue asesinado por Ptolomeo Cerauno en el momento del desembarco en Europa. Su hijo y sucesor, Antíoco I Sóter, quedó con un enorme reino que consistía en casi todas las porciones asiáticas del imperio, pero con Antígono II Gónatas en Macedonia y Ptolomeo II Filadelfo en Egipto, no pudo llegar a continuar donde había dejado su padre la conquista de la parte europea del imperio de Alejandro.

### Un dominio demasiado extenso

Reino de Seleuco
Otros diádocos
Reino de Casandro
Reino de Lisímaco
Reino de Ptolomeo
Epiro
Otros
Cartago
República romana
Colonias griegas

Sin embargo, incluso antes de la muerte de Seleuco, le era difícil asegurar el control sobre los vastos dominios seléucidas de la zona oriental. Seleuco invadió la India (el moderno Panyab pakistaní) en 305 a. C. para enfrentarse a Chandragupta Mauria (Sandrokottos), fundador del Imperio mauria. Se dice que Chandragupta dispuso sobre el terreno un ejército de 600.000 hombres y 9.000 elefantes de guerra (Plinio, Naturalis Historia, VI.22.4). Los dos monarcas finalmente firmaron un tratado, por el que Seleuco cedía los vastos territorios del río Indo y Afganistán. Chandragupta a cambio le dio 500 elefantes, una adición a su ejército que iba a desempeñar un importante papel en su victoria en Ipsos. La paz se complementó con una "alianza matrimonial" (epigamia en las fuentes antiguas), lo que implica o bien una alianza dinástica (en la que una princesa seléucida pudo haber sido prometida a la dinastía mauria) o el reconocimiento del matrimonio entre griegos e indios.
Seleuco también envió un embajador llamado Megástenes a la corte de Chandragupta, quien en repetidas ocasiones visitó Pataliputra (moderna Patna, Bihar), capital de Chandragupta. Megástenes describió detalladamente la India y el reinado de Chandragupta, descripciones que se han conservado gracias a Diodoro Sículo. Posteriormente envió a Dimaco a la corte del hijo de Chandragupta, Bindusara.
Otros territorios se perdieron antes de la muerte de Seleuco, como Gedrosia, al sudeste de la meseta iraní, y, en el noreste, la Aracosia al oeste del río Indo.
Antíoco I (281-261 a. C.) y su hijo y sucesor Antíoco II Theos (261-246 a. C.) encontraron desafíos en el oeste, incluyendo repetidas guerras con Ptolomeo II y una invasión celta de Asia Menor ―disminuyendo así el dominio de la parte oriental del imperio. Hacia el final del reinado de Antíoco II, varias provincias proclamaron simultáneamente su independencia, como Bactriana bajo Diodoto I, Partia bajo Arsaces y Capadocia bajo Ariarates III.

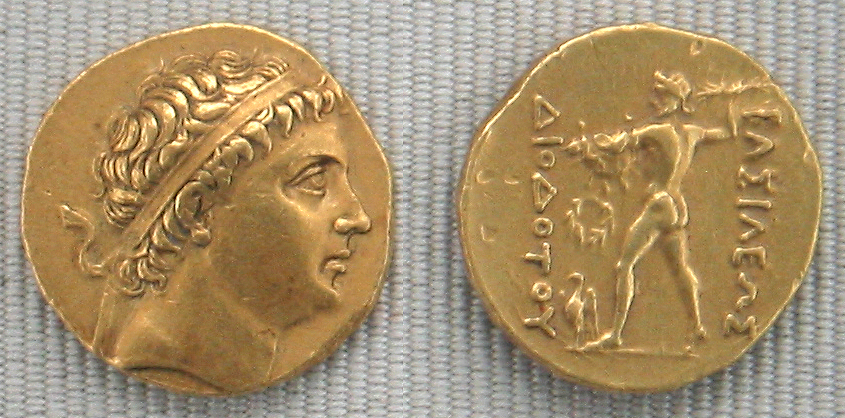
En Bactriana, el sátrapa Diodoto aseguró la independencia para fundar el Reino Grecobactriano c. 245 a. C.

Diodoto, gobernador del territorio bactriano, afirmó su independencia en torno a 245 a. C., aunque la fecha exacta está lejos de ser conocida, para fundar el Reino grecobactriano. Este reino se caracteriza por una rica cultura helenística, y continuó su dominación de Bactriana hasta alrededor de 125 a. C., cuando sufrió una invasión de nómadas del norte. Uno de los reyes grecobactrianos, Demetrio I, invadió la India alrededor de 180 a. C. para formar el Reino indogriego, que duró hasta aproximadamente el año 20 d. C..
El sátrapa seléucida de Partia, Andrágoras, fue el primero en proclamar su independencia, en paralelo a la secesión de su vecino bactriano. Sin embargo, poco después, un jefe tribal parno llamado Arsaces se hizo con el territorio parto alrededor de 238 a. C. para formar la dinastía arsácida ―el punto de partida de lo que sería el poderoso Imperio parto.
En el momento que el hijo de Antíoco II, Seleuco II Calinico, llegó al trono alrededor de 246 a. C., los seléucidas parecieron entrar en una verdadera decadencia. Seleuco II pronto fue dramáticamente derrotado en la Tercera Guerra Siria contra Ptolomeo III y luego tuvo que luchar una guerra civil contra su propio hermano, Antíoco Hierax. Tomando ventaja de estas dificultades, Bactriana y Partia se separaron del imperio. También en Asia Menor, la dinastía seléucida perdió el control ―los galos habían se establecieron plenamente en Galacia, y surgieron reinos semiindependientes semi-helenizados en Bitinia, el Ponto y Capadocia, y la ciudad de Pérgamo, en el oeste, reafirmó su independencia bajo la dinastía atálida.

### Resurgimiento

El Imperio seléucida en tiempos de Antíoco, con las pérdidas territoriales en la contienda con los romanos y la evolución posterior:
Conquistas seléucidas hacia el 200 a. de C. (tras la campaña de Antíoco en Oriente).
Zonas dependientes en torno al 200 a. de C.
Territorio tras la batalla de Magnesia (190 a. de C.) y la paz de Apamea (188 a. de C.).
Territorio a finales del siglo II a. de C. (en torno al 100 a. de C.).
Territorio en el momento de convertirse en provincia romana (64 a. C.).

Un renacimiento comenzaría cuando el hijo menor de Seleuco II, Antíoco III el Grande, subió al trono en 223 a. C. Aunque inicialmente fue vencido en la cuarta guerra siria contra Egipto, que llevó a la vergonzosa derrota en la batalla de Rafia (217 a. C.), Antíoco resultaría ser el mejor gobernante seléucida después del mismo Seleuco. Tras la derrota de Rafia, pasó los siguientes diez años en su propia Anábasis en la parte oriental de sus dominios ―restaurando vasallos rebeldes como Partia y Bactriana al menos a una obediencia nominal, e incluso emulando a Alejandro con una expedición a la India, donde se reunió con el rey Sofagáseno.
Cuando regresó al oeste en 205 a. C., Antíoco consideró que con la muerte de Ptolomeo IV, la situación parecía propicia para otra campaña occidental.

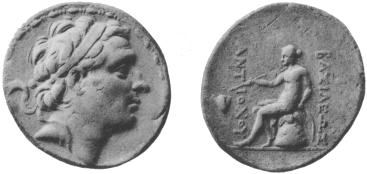
Moneda de plata de Antíoco III el Grande.

Antíoco y Filipo V de Macedonia firmaron entonces un pacto con el que dividirse las posesiones ptolemaicas fuera de Egipto, y en la quinta guerra siria los seléucidas expulsaron a Ptolomeo V de Celesiria. La batalla de Panio (198 a. C.) significó la transferencia definitiva de la región de los Ptolomeos a los seléucidas. Antíoco parecía ser el restaurador de la gloria del Reino seléucida.

### Nueva desintegración
La gloria de Antíoco no iba a durar mucho tiempo. Después de que su antiguo aliado Filipo fuera derrotado a manos de Roma en 197 a. C., Antíoco vio la oportunidad de expandirse por Grecia. Alentado por el exiliado general cartaginés Aníbal, y aliado con la descontenta Liga Etolia, Antíoco invadió Grecia. Esta lamentable decisión condujo a su caída: fue derrotado por los romanos en las [[Batalla de las Termópilas (por Catón el Viejo, en 191 a. C.)|batallas de las Termópilas]] (191 a. C.) y Magnesia (por Lucio Cornelio Escipión Asiático, hermano de Escipión el Africano, en 190 a. C.), y se vio obligado a firmar la paz con los romanos por el tratado de Apamea (188 a. C.), que le obligó a abandonar todos los territorios europeos, ceder toda el Asia Menor al norte de los Montes Tauro a Pérgamo y pagar una enorme suma de dinero como indemnización. Antíoco murió en 187 a. C. durante otra expedición al este, destinada a obtener dinero para pagar la indemnización.

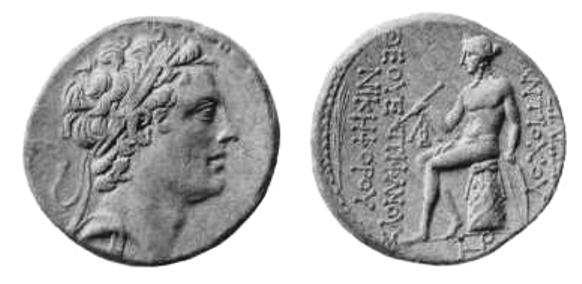
Moneda de Antíoco IV Epífanes.

El reinado de su hijo y sucesor Seleuco IV Filopátor (187-175 a. C.) fue en gran medida el intento de pagar la gran indemnización, y Seleuco fue finalmente asesinado por su ministro Heliodoro. El hermano menor de Seleuco, Antíoco IV Epífanes, ocupó entonces el trono. Trató de restablecer exitosamente el prestigio seléucida con una guerra contra Egipto, pero a pesar de que persiguió al ejército egipcio en retirada a Alejandría, se vio obligado a retirarse por el enviado romano Cayo Popilio Lenas, quien dibujó el famoso círculo en la arena alrededor del rey y le advirtió que debía decidir si quería o no retirarse de Egipto (lo cual llevaría a la guerra con Roma) antes de salir del círculo. Antíoco optó por retirarse.
La última parte de su reinado vio la mayor desintegración del imperio. Las zonas orientales se volvieron incontrolables, lo que fue aprovechado por los partos para apropiarse de ellas, y las agresivas políticas helenizantes en Judea llevaron a una rebelión armada ―la Revuelta de los Macabeos. Los esfuerzos por hacer frente a partos y judíos resultaron infructuosos, y el propio Antíoco murió durante una expedición contra los partos en 164 a. C.

### Guerras civiles y decadencia final

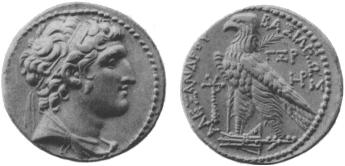
Moneda de plata de Alejandro Balas.

Tras la muerte de Antíoco IV Epífanes, el Imperio seléucida se volvió cada vez más inestable. Las frecuentes guerras civiles hicieron cada vez más tenue la autoridad central. El joven hijo de Epífanes, Antíoco V Eupátor, fue derrocado por el hijo de Seleuco IV, Demetrio I Sóter, en 161 a. C. 
Demetrio trató de restablecer el poder seléucida particularmente en Judea, pero fue derrocado en 150 a. C. por Alejandro Balas ―un impostor que, con el apoyo de Egipto, decía ser hijo de Epífanes. Balas reinó hasta 145 a. C., cuando fue derrocado por Demetrio II Nicátor, hijo de Demetrio I. Demetrio II demostró ser incapaz de controlar la totalidad del reino, sin embargo. Mientras él gobernaba Babilonia y el este de Siria desde Damasco, los restos de los partidarios de Balas ―primero apoyando a Antíoco VI, hijo de Balas, y luego la usurpación del general Diodoto Trifón― consiguieron expulsarlo de Antioquía.
Mientras tanto, la decadencia de las posesiones territoriales del imperio continuó a gran velocidad. Hacia 143 a. C., los judíos, gobernados por los macabeos, habían establecido plenamente su independencia, a la vez que continuaba la expansión parta. En 139 a. C., Demetrio II fue derrotado en batalla por los partos y fue capturado. A partir de ese momento, el control de toda la meseta iraní se había perdido en favor de los arsácidas. El hermano de Demetrio Nicátor, Antíoco VII, fue finalmente capaz de restaurar una fugaz unidad y vigor en los dominios seléucidas, pero también resultó inútil frente a la amenaza parta: fue asesinado en una batalla contra los partos en 129 a. C., lo que significó la desintegración definitiva del dominio seléucida en Mesopotamia. A la muerte de Antíoco VII, el gobierno efectivo de los seléucidas se había colapsado, y múltiples pretendientes luchaban por el control del reino en una casi interminable guerra civil.

### Colapso

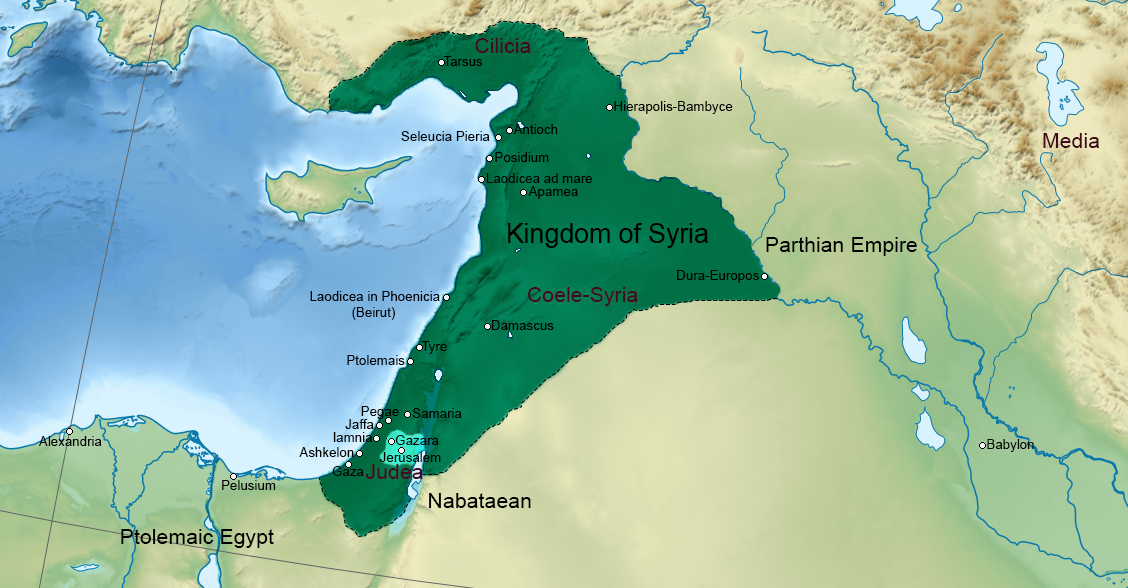
Imperio seléucida hacia el año 124 a. C. reducido a las regiones de Coele-Siria, Fenicia y Judea antes de que se convirtiera en un dominio del Reino de Armenia.

Hacia 100 a. C., el antaño formidable Imperio seléucida abarcaba poco más de Antioquía y algunas ciudades sirias. A pesar de la evidente caída de su poder y el declive de sus dominios, los nobles siguieron desempeñando la función de hacedores de reyes sobre una base regular, con la intervención ocasional del Egipto ptolemaico y otros poderes foráneos. Los seléucidas continuaban existiendo únicamente porque ninguna otra nación deseó absorberlos ―dado que constituían un útil estado tapón entre el resto de sus vecinos. En las guerras anatolianas entre Mitrídates VI del Ponto y Sila de Roma, los seléucidas fueron aislados por los dos bandos combatientes.
El ambicioso yerno de Mitrídates, Tigranes II el Grande, rey de Armenia, vio sin embargo una oportunidad de expansión en la constante lucha civil del sur. En 83 a. C., por invitación de una de las facciones en la interminable guerra civil, invadió Siria, y pronto se estableció como gobernante de la región, poniendo prácticamente fin al Imperio seléucida.
Pero el reino seléucida no estaba aún acabado. Tras la derrota de Mitrídates y Tigranes por el general romano Lúculo en 69 a. C., el reino seléucida fue restaurado bajo el rey Antíoco XIII. Incluso ahora, no pudo evitarse la guerra civil, pues otro seléucida, Filipo II, disputó el trono a Antíoco. Tras la conquista del Ponto, los romanos se alarmaron cada vez más por la constante fuente de inestabilidad de los seléucidas en Siria. Una vez derrotado Mitrídates en 63 a. C., Pompeyo se dedicó a la tarea de rehacer el Oriente helenístico mediante la creación de nuevos reinos clientes y el establecimiento de nuevas provincias. Si bien a las naciones cliente como Armenia y Judea se les permitió un cierto grado de autonomía bajo los reyes locales, Pompeyo vio a lo seléucidas demasiado inestables para continuar y acabó con el problema de los dos príncipes rivales convirtiendo Siria en provincia romana.

## Intercambios culturales

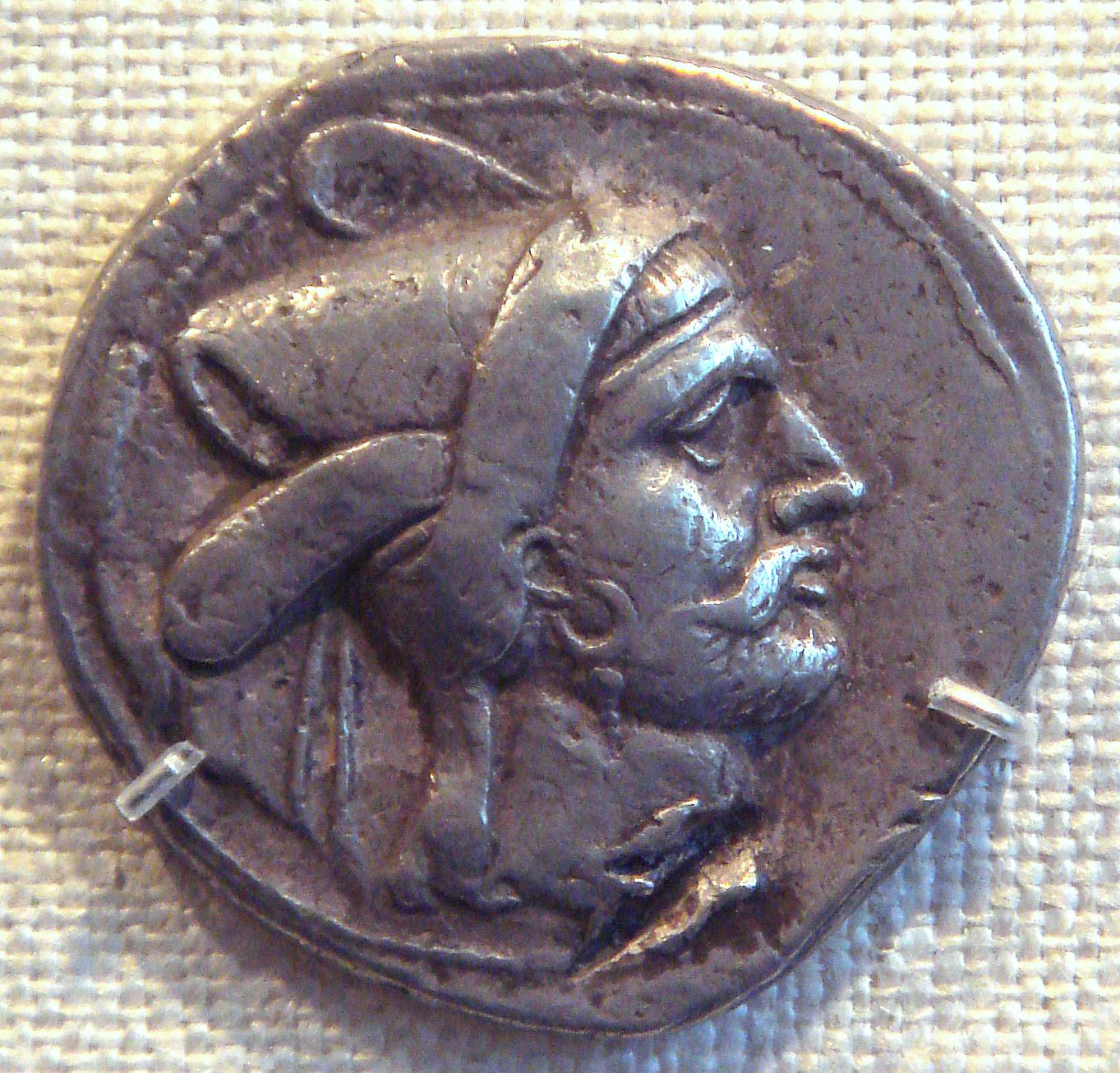
Bagadates I (290-280 a. C.) fue el primer sátrapa iranio nombrado por los seléucidas.

El Imperio seléucida ocupó un gran espacio geográfico, desde el mar Egeo a lo que hoy son Afganistán y Pakistán, creando un crisol de pueblos diversos, como griegos, iranios, asirios, judíos, hindúes, etc. El inmenso tamaño del imperio, seguido de su naturaleza aglutinadora, hizo que los gobernantes seléucidas se interesaran en aplicar la política de unidad racial iniciada por Alejandro. La helenización del Imperio seléucida se logró mediante la creación de ciudades griegas en todo el imperio. Los pueblos y ciudades históricamente importantes, como Antioquía, se crearon o fueron renombrados con nombres griegos más apropiados. La fundación de nuevas ciudades y pueblos se vieron beneficiadas por el hecho de que la Grecia continental se hallaba superpoblada, lo que hizo al vasto Imperio seléucida idóneo para la colonización. La cual se utilizó para los intereses griegos al tiempo que facilitaba la asimilación de muchos grupos nativos. Socialmente, lo que condujo a la adopción de las prácticas y costumbres griegas por las clases cultas nativas que fue el querer seguir en la vida pública, y la clase gobernante macedonia aprobó gradualmente algunas de las tradiciones locales. En 310 a. C., las ideas helénicas habían empezado sus casi 250 años de expansión sobre Oriente Próximo, Oriente Medio y las culturas centroasiáticas. Fueron estas ideas las que movieron al sistema gubernamental del imperio mediante el establecimiento de cientos de ciudades para el comercio y usos laborales. Muchas de las ciudades existentes comenzaron ―o fueron obligadas por la fuerza― a adoptar los pensamientos filosóficos, políticos y religiosos helénicos. La sintetización de las ideas culturales, religiosas y filosóficas helénicas e indígenas encontraron diversos grados de aceptación, resultando en ocasiones tiempos de paz y rebelión simultáneos en varias partes del imperio. Tal fue el caso de la población judía del Imperio seléucida, al plantearle un importante problema que finalmente llevó a la guerra. Contrarios a la naturaleza tolerante del Imperio ptolemaico hacia las religiones y costumbres nativas, los seléucidas gradualmente trataron de obligar a helenizarse al pueblo judío en su territorio proscribiendo el judaísmo. Esto finalmente condujo a la revuelta de los judíos del dominio seléucida, que culminaría con su independencia.

## Ejército
Como muchos de los estados helenísticos formados tras la muerte de Alejandro Magno, los ejércitos seléucidas eran profesionales, basados en el modelo macedonio. Sus tropas eran principalmente de origen griego, suplementado por orientales, ya que el reino seléucida cubría gran parte del este del antiguo Imperio persa. Cuando se enfrentaban a otros diádocos las victorias completas o la aniquilación de los ejércitos oponentes se evitaban, ya que era más fácil derrotar y reclutar a los soldados enemigos que entrenar a más, sobre todo por los costos de contratación. El objetivo de una batalla era convencer al oponente de que no podía vencer el combate, y muchos enfrentamientos concluyeron con una negociación. Factores muy pequeños, tales como el importe pagado por el rescate de los prisioneros, demostraron claramente a los seléucidas y otros estados sucesores de Alejandro lo que era vencer.
Sus tropas se basaban en la falange macedonia, arqueros y caballería orientales, sobresaliendo en la última los catafractos (caballeros "cubiertos") y la famosa caballería macedonia de Compañeros como guardaespaldas del general y tropas de choque de élite. Asimismo, los seléucidas contaban en ocasiones con elefantes de guerra indios, que utilizaban para provocar el miedo entre sus enemigos, y con carros, para romper su cohesión. Al igual que los Ptolomeos, con su riqueza, los reyes seléucidas lograron reclutar toda clase de personas como mercenarios, desde indios hasta cretenses, y en particular gálatas. En su guerra contra Roma, los seléucidas trataron de crear unidades de tropas copiadas de las legiones romanas. En 63 a. C., el reino seléucida, junto con su ejército, fue disuelto. Se rumoreó entonces que muchos catafractos se unieron a los ejércitos romanos en Asia.

## Población
Pudo tener tres millones novecientos mil kilómetros de extensión en su época dorada hacia el 300 a. C., y alcanzar los 20 a 25 millones de habitantes justo después de conquistar Asia Menor en el 280 a. C.. Estos se distribuían así: cinco a seis millones en Mesopotamia (especialmente el sur), dos en Bactria y Sogdiana, medio en Margiana, otro tanto en el centro y este persa, un millón en Susiana y el oeste persa, dos en Siria, otro tanto en Cilicia, otro tanto más en Palestina y Fenicia y cinco o más en el sur y oeste de Asia Menor. Se desconocen datos para regiones orientales como Carmania, Gedrosia, Drangiane, Arachosia, Media, Partia, Hircania y Aria pero no deben subestimarse. Luego se redujo lentamente hasta los veinte otra vez cuando conquistaron Fenicia y Palestina en el 190 a. C. y a pesar de perder Asia Menor poco después, su demografía cayó drásticamente solo en el 140 a. C., cuando perdieron Mesopotamia ante los partos.

## Reyes de la dinastía seléucida
|                                          | Seleuco I Nicátor Σέλευκος Νικάτωρ (358-281 a. C.)                                         | 305 a. C. | 281 a. C.   | • General macedonio. • Sátrapa de Babilonia. • Conquistó las satrapías orientales y fundó el imperio seléucida. • Fue asesinado por Ptolomeo Ceraunos. |
|                                          | Antíoco I Sóter Αντίοχος Σωτήρ (324-261 a. C.)                                             | 281 a. C. | 261 a. C.   | • Hijo de Seleuco I Nicátor y Apama I. • Corregente desde el año 292 a. C. • Combatió contra el Imperio Maurya. • Hizo frente a la invasión de los gálatas. • Primera guerra siria contra el Egipto lágida. • Fue derrotado por Eumenes I de Pérgamo.                                                                              |
|                                          | Antíoco II Theos Αντίοχος Θεός (287-246 a. C.)                                             | 261 a. C. | 246 a. C.   | • Hijo de Antíoco I Sóter y Estratónice. • Corregente tras la ejecución de su hermano Seleuco. • Segunda guerra siria. • Perdió las satrapía de Bactria y Partia. |
|                                          | Seleuco II Calinico Σέλευκος Καλλίνικος (265-226 a. C.)                                    | 246 a. C. | 226 a. C.   | • Hijo de Antíoco II Theos y Laódice I. • Enfrentado a su medio hermano Antíoco Hierax • Tercera guerra siria. • Falleció en un accidente de caballo. |
|                                          | Seleuco III Sóter Cerauno Σέλευκος Σωτήρ Κεραυνός (243-223 a. C.)                          | 226 a. C. | 223 a. C.   | • Hijo de Seleuco II Calinico y Laódice II. • Venció a Átalo I de Pérgamo en Asia Menor • Murió asesinado por uno de sus oficiales. |
|                                          | Antíoco III el Grande Ἀντίoχoς Μέγας (241-187 a. C.)                                       | 223 a. C. | 187 a. C.   | • Hermano de Seleuco III Sóter. • Venció la rebelión de su general Aqueo. • Venció la rebelión de Molón en Babilonia. • Cuarta guerra siria. • Quinta guerra siria. • Sometió a vasallaje a Partia y Bactria. • Fue derrotado en la Guerra romano-siria. • Fue asesinado al intentar saquear los tesores de un templo de Elimaida. |
|                                          | Seleuco IV Filopátor Σέλευκος Φιλοπάτωρ (218-175 a. C.)                                    | 187 a. C. | 175 a. C.   | • Hijo de Antíoco III Megas y Laódice III. • Corregente en el 189 a. C. • Fue asesinado por su ministro Heliodoro. |
|                                          | Antíoco IV Epífanes Αντίοχος Επιφανής (215-163 a. C.)                                      | 175 a. C. | 163 a. C.   | • Hijo de Antíoco III Megas y Laódice III. • Rehén en Roma • Regresó a Siria y se proclamó corregente con su sobrino Antíoco (m. 170 a. C.). • Sexta guerra siria • Decretos religiosos en Judea y revuelta de los macabeos. • Falleció cuando preparaba una campaña contra los partos.                                            |
|                                          | Antíoco V Eupátor Αντίοχος Ευπάτωρ (173-162 a. C.)                                         | 163 a. C. | 162 a. C.   | • Hijo de Antíoco IV Epífanes y Laódice IV. • Regencia del general Lisias. • Paz precaria con los macabeos. • Ejecutado por Demetrio I. |
|                                          | Demetrio I Sóter Δημήτριος Σωτήρ (185-150 a. C.)                                           | 162 a. C. | 150 a. C.   | • Hijo de Seleuco IV Filopátor y Laódice IV. • Rehén en Roma en sustitución de Antíoco IV • Acabó con la Revuelta de los macabeos en Judea. • Suprimió la revuelta del sátrapa Timarco en Babilonia. • Rebelión de Alejandro Balas con apoyo de Roma y Pérgamo. • Fue derrotado y muerto contra Balas.                             |
|                                          | Alejandro Balas Ἀλέξανδρος Βάλας (¿-145 a. C.)                                             | 150 a. C. | 145 a. C.   | • Supuesto hijo de Antíoco IV. • Perdió las satrapías orientales ante los partos. • Invasión de Demetrio II. • Fue derrotado en la batalla del Enóparo. • Huyó a Arabia donde fue asesinado. |
|                                          | Demetrio II Nicátor Δημήτριος Νικάτωρ (c.164-125 a. C.)                                    | 145 a. C. | 138 a. C.   | • Hijo de Demetrio I Sóter y quizás Laódice V. • Alianza con Ptolomeo VI y Jonatán Macabeo. • Revuelta en Antioquía del general Diodoto que proclamó a Antíoco VI Dioniso. • Fue hecho prisionero por Mitrídates I de Partia. |
|                                          | Antíoco VI Dioniso Αντίοχος Διόνυσος (c.148-142 a. C.)                                     | 144 a. C. | 142 a. C.   | • Hijo de Alejandro Balas y Cleopatra Tea. • Fue proclamado rey por el general Diodoto. • Posiblemente muriera asesinado por Diodoto. |
|                                          | Diodoto Trifón Διόδοτος Τρύφων (¿-138 a. C.)                                               | 142 a. C. | 138 a. C.   | • General seléucida. • Se proclamó rey tras asesinar a Antíoco VI. • Controló la Siria mediterránea. • Traicionó a su aliado Jonatán Macabeo. • Fue derrotado por Antíoco VII. |
|                                          | Antíoco VII Evergetes Αντίοχος Ευεργέτης (c.160-129 a. C.)                                 | 138 a. C. | 129 a. C.   | • Hijo de Demetrio I Sóter y Laódice de Siria. • Retomó el control sobre Judea • Emprendió la guerra contra los partos. • Negaciones con Fraates II de Partia • Derrota y muerte en la batalla de Ecbatana contra los partos. |
|                                          | Demetrio II Nicátor Δημήτριος Νικάτωρ (c.164-126 a. C.)                                    | 129 a. C. | 126 a. C.   | • Hijo de Demetrio I Sóter y quizás Laódice V. • Fue liberado por los partos. • Invadió el Egipto lágida en apoyo de Cleopatra Thea contra Ptolomeo VIII. • Usuparción de Alejandro Zabinas con apoyo egipcio. • Derrota ante Zabinas. • Huye de Siria y es asesinado en Tiro.                                                     |
|                                          | Seleuco V Filométor Σέλευκος Φιλομήτωρ (¿-125 a. C.)                                       | 126 a. C. | 125 a. C.   | • Hijo de Demetrio II Nicátor y Cleopatra Tea. • Regencia de su madre Cleopatra Tea. • Asesinado por su madre y sustituido por su hermano. |
|                                          | Alejandro II Theos Epiphanes Nikephoros Ἀλέξανδρος Θεός Ἐπιφανής Νικηφόρος (150-123 a. C.) | 128 a. C. | 123 a. C.   | • Alegó ser hijo de Alejandro Balas o de Antíoco VII. • Rival de Antíoco VIII Gripo, hijo de Demetrio. • Huyó de Antioquía pero fue capturado y entregado a su rival. |
|                                          | Antíoco VIII Gripo Αντίοχος Γρυπός (¿-96 a. C.)                                            | 125 a. C. | 96 a. C.    | • Hijo de Demetrio II Nicátor y Cleopatra Tea. • Revuelta de su medio hermano Antíoco IX Ciciceno. • Expansión parta. • Fue asesinado por su ministro Heraclión. |
|                                          | Antíoco IX Ciciceno Αντίοχος Κυζικηνός (¿-95 a. C.)                                        | 116 a. C. | 95 a. C.    | • Hijo de Antíoco VII Evergetes y Cleopatra Tea. • Se sublevó contra Antíoco VIII controlando Celesiria. • Derrotó a Gripo y tomó Antioquía • Fue derrotado por su sobrino Seleuco VI. |
|                                          | Seleuco VI Epífanes Nicátor Σέλευκος Ἐπιφανής Νικάτωρ (¿-94 a. C.)                         | 96 a. C.  | 94 a. C.    | • Hijo de Antíoco VIII Gripo y Trifena. • Se rebeló en Cilicia. • Derrotó y asesinó a su tío Antíoco IX. • Fue expulsado por Antíoco X Éusebes, hijo de Antíoco IX. • Murió asesinado en Cilicia. |
|                                          | Demetrio III Eucarios Δημήτριος Εύκαιρος (¿-88 a. C.)                                      | 96 a. C.  | 88 a. C.    | Hijo de Antíoco VIII Gripo y Trifena. • Ocupó Damasco tras la derrota de Antíoco IX. • Intervino en la guerra civil en Judea. • Ocupó Antioquía tras la muerte de Antíoco X. • Se enfrentó a su hermano Filipo. • Derrotado por los partos vivió en el exilio.                                                                     |
|                                          | Antíoco X Éusebes Αντίοχος Ευσεβής (¿-90 a. C.)                                            | 94 a. C.  | 92/88 a. C. | • Hijo de Antíoco IX Ciciceno y quizás Cleopatra IV. • Reclamó el trono y expulsó a Seleuco VI de Antioquía. • Fue expulsado por Antíoco XI pero contraatacó después • Conquistó Cilicia a Filipo I • Su final es incierto: murió luchando contra Filipo I o contra los partos.                                                    |
|                                          | Antíoco XI Epífanes Filodelfo Ἀντίοχος Ἐπιφανής Φιλάδελφος (¿-93 a. C.)                    | 94 a. C.  | 93 a. C.    | • Hijo de Antíoco VIII Gripo y Trifena • Se proclamó rey junto a su hermano Filipo en Cilicia • Tomó Antioquía brevemente a Antíoco X • Murió ahogado al cruzar el [Orentes]] en su huida. |
|                                          | Filipo I Filadelfo Φίλιππος Ἐπιφανής Φιλάδελφος (¿-83/75 a. C.)                            | 94 a. C.  | 83/75 a. C. | • Hijo de Antíoco VIII Gripo y Trifena • Se proclamó rey junto a su hermano Antíoco XI en Cilicia • Estableció su base en Cilicia y después en Beroea. • Ocupó Antioquía tras la derrota de Antíoco X. • Su final es discutible.                                                                                                   |
|                                          | Antíoco XII Dioniso Ἀντίοχος Διόνυσος (¿-82 a. C.)                                         | 87 a. C.  | 82 a. C.    | • Hijo de Antíoco VIII Gripo y Trifena. • Ocupó Damasco tras Demetrio III. • Su hermano Filipo intentó conquistar Damasco. • Se enfrentó a los judíos y al reino nabateo. • Murió luchando contra los nabateos. |
|                                          | Antíoco XIII Asiático Ἀντίοχος Φιλάδελφος (¿-69 a. C.)                                     | 92 a. C.  | 83/74 a. C. | • Hijo de Antíoco X Éusebes y Cleopatra Selene I. • Proclamado rey por su madre que ejerció la corregencia. • Estableció su base en Ptolemais. • Fue expulsado por Tigranes II de Armenia. |
|                                          | Cleopatra Selene I Κλεοπάτρα Σελήνη (130-69 a. C.)                                         | 92 a. C.  | 69 a. C.    | • Hijo de Ptolomeo VIII de Egipto y Cleopatra III. • Proclamó rey a su hijo y ejerció la corregencia. • Estableció su base en Ptolemais. • Fue ejecutada por Tigranes II de Armenia. |
| Ocupación armenia (83/74-69 a. C.)       |                                                                                            |           |             | |
|                                          | Seleuco VII Cibiosactes Σέλευκος Κυβιοσάκτης (¿-? a. C.)                                   | 83 a. C.  | 69 a. C.    | • Supuesto hijo de Hijo de Antíoco X Éusebes y Cleopatra Selene I. • Su existencia es puesta en duda. • Reconocido rey de Siria frente a la ocupación armenia bajo Tigranes II. |
| Restauración (69-64 a. C.)               |                                                                                            |           |             | |
|                                          | Antíoco XIII Asiático Ἀντίοχος Φιλάδελφος (c.94-63 a. C.)                                  | 69 a. C.  | 67 a. C.    | • Hijo de Antíoco X Éusebes y Cleopatra Selene I. • Fue restaurado por el general romano Pompeyo. • Disputó el apoyo romano con Filipo II. • Fue capturado por Sampsiceramus I de Emesa |
|                                          | Filipo II Filorromano Φίλιππος ὁ Φιλορωμαῖος (¿-? a. C.)                                   | 67 a. C.  | 65 a. C.    | • Hijo de Filipo I Filadelfo. • Proclamado rey en Antioquía con apoyo romano. • Fue depuesto y se desconoce su final. |
|                                          | Antíoco XIII Asiático Ἀντίοχος Φιλάδελφος (c.94-63 a. C.)                                  | 65 a. C.  | 64 a. C.    | • Hijo de Antíoco X Éusebes y Cleopatra Selene I. • Liberado por sus captores retomó el trono. • Fue desposeído por Pompeyo. • Murió asesinado. |
| Anexión como provincia romana (64 a. C.) |                                                                                            |           |             | |

## Árbol genealógico
|                           |                           |                           |                           |                            |                            |                            |                            |                            |                            |                           |                           |                             |                             |                             |                             |                              |                              |                              |                              |                              |                              | Antíoco                     | Antíoco                     | Antíoco                     | Antíoco                     | Antíoco                     | Antíoco                     |                             |                             | Laódice                     | Laódice                     | Laódice                     | Laódice                     | Laódice                     | Laódice                     |                             |                             |                        |                        |                               |                               |                               |                               |                               |                               |  |  |                               |                               |                               |                               |                               |                               |  |  |  |  |  |  |  |  |  |  |  |  |  |  |  |  |  |  |  |  |  |  |  |  |  |  |  |  |  |  |  |  |
|                           |                           |                           |                           |                            |                            |                            |                            |                            |                            |                           |                           |                             |                             |                             |                             |                              |                              |                              |                              |                              |                              | Antíoco                     | Antíoco                     | Antíoco                     | Antíoco                     | Antíoco                     | Antíoco                     |                             |                             | Laódice                     | Laódice                     | Laódice                     | Laódice                     | Laódice                     | Laódice                     |                             |                             |                        |                        |                               |                               |                               |                               |                               |                               |  |  |                               |                               |                               |                               |                               |                               |  |  |  |  |  |  |  |  |  |  |  |  |  |  |  |  |  |  |  |  |  |  |  |  |  |  |  |  |  |  |  |  |
|                           |                           |                           |                           |                            |                            |                            |                            |                            |                            |                           |                           |                             |                             |                             |                             |                              |                              |                              |                              |                              |                              |                             |                             |                             |                             |                             |                             |                             |                             |                             |                             |                             |                             |                             |                             |                             |                             |                        |                        |                               |                               |                               |                               |                               |                               |  |  |                               |                               |                               |                               |                               |                               |  |  |  |  |  |  |  |  |  |  |  |  |  |  |  |  |  |  |  |  |  |  |  |  |  |  |  |  |  |  |  |  |
|                           |                           |                           |                           |                            |                            |                            |                            |                            |                            |                           |                           |                             |                             |                             |                             |                              |                              |                              |                              |                              |                              |                             |                             |                             |                             | Seleuco I Nicátor 305-281   | Seleuco I Nicátor 305-281   | Seleuco I Nicátor 305-281   | Seleuco I Nicátor 305-281   | Seleuco I Nicátor 305-281   | Seleuco I Nicátor 305-281   |                             |                             | Apama I                     | Apama I                     | Apama I                     | Apama I                     | Apama I                | Apama I                |                               |                               |                               |                               |                               |                               |  |  |                               |                               |                               |                               |                               |                               |  |  |  |  |  |  |  |  |  |  |  |  |  |  |  |  |  |  |  |  |  |  |  |  |  |  |  |  |  |  |  |  |
|                           |                           |                           |                           |                            |                            |                            |                            |                            |                            |                           |                           |                             |                             |                             |                             |                              |                              |                              |                              |                              |                              |                             |                             |                             |                             | Seleuco I Nicátor 305-281   | Seleuco I Nicátor 305-281   | Seleuco I Nicátor 305-281   | Seleuco I Nicátor 305-281   | Seleuco I Nicátor 305-281   | Seleuco I Nicátor 305-281   |                             |                             | Apama I                     | Apama I                     | Apama I                     | Apama I                     | Apama I                | Apama I                |                               |                               |                               |                               |                               |                               |  |  |                               |                               |                               |                               |                               |                               |  |  |  |  |  |  |  |  |  |  |  |  |  |  |  |  |  |  |  |  |  |  |  |  |  |  |  |  |  |  |  |  |
|                           |                           |                           |                           |                            |                            |                            |                            |                            |                            |                           |                           |                             |                             |                             |                             |                              |                              |                              |                              |                              |                              |                             |                             |                             |                             |                             |                             |                             |                             |                             |                             |                             |                             |                             |                             |                             |                             |                        |                        |                               |                               |                               |                               |                               |                               |  |  |                               |                               |                               |                               |                               |                               |  |  |  |  |  |  |  |  |  |  |  |  |  |  |  |  |  |  |  |  |  |  |  |  |  |  |  |  |  |  |  |  |
|                           |                           |                           |                           |                            |                            |                            |                            |                            |                            |                           |                           | Aqueo                       | Aqueo                       | Aqueo                       | Aqueo                       | Aqueo                        | Aqueo                        |                              |                              |                              |                              | Estratónice                 | Estratónice                 | Estratónice                 | Estratónice                 | Estratónice                 | Estratónice                 |                             |                             | Antíoco I Sóter 281-261     | Antíoco I Sóter 281-261     | Antíoco I Sóter 281-261     | Antíoco I Sóter 281-261     | Antíoco I Sóter 281-261     | Antíoco I Sóter 281-261     |                             |                             |                        |                        |                               |                               |                               |                               |                               |                               |  |  |                               |                               |                               |                               |                               |                               |  |  |  |  |  |  |  |  |  |  |  |  |  |  |  |  |  |  |  |  |  |  |  |  |  |  |  |  |  |  |  |  |
|                           |                           |                           |                           |                            |                            |                            |                            |                            |                            |                           |                           | Aqueo                       | Aqueo                       | Aqueo                       | Aqueo                       | Aqueo                        | Aqueo                        |                              |                              |                              |                              | Estratónice                 | Estratónice                 | Estratónice                 | Estratónice                 | Estratónice                 | Estratónice                 |                             |                             | Antíoco I Sóter 281-261     | Antíoco I Sóter 281-261     | Antíoco I Sóter 281-261     | Antíoco I Sóter 281-261     | Antíoco I Sóter 281-261     | Antíoco I Sóter 281-261     |                             |                             |                        |                        |                               |                               |                               |                               |                               |                               |  |  |                               |                               |                               |                               |                               |                               |  |  |  |  |  |  |  |  |  |  |  |  |  |  |  |  |  |  |  |  |  |  |  |  |  |  |  |  |  |  |  |  |
|                           |                           |                           |                           |                            |                            |                            |                            |                            |                            |                           |                           |                             |                             |                             |                             |                              |                              |                              |                              |                              |                              |                             |                             |                             |                             |                             |                             |                             |                             |                             |                             |                             |                             |                             |                             |                             |                             |                        |                        |                               |                               |                               |                               |                               |                               |  |  |                               |                               |                               |                               |                               |                               |  |  |  |  |  |  |  |  |  |  |  |  |  |  |  |  |  |  |  |  |  |  |  |  |  |  |  |  |  |  |  |  |
|                           |                           |                           |                           |                            |                            |                            |                            |                            |                            |                           |                           | Andrómaco                   | Andrómaco                   | Andrómaco                   | Andrómaco                   | Andrómaco                    | Andrómaco                    |                              |                              |                              |                              |                             |                             |                             |                             | Antíoco II Theos 261-246    | Antíoco II Theos 261-246    | Antíoco II Theos 261-246    | Antíoco II Theos 261-246    | Antíoco II Theos 261-246    | Antíoco II Theos 261-246    |                             |                             | Laódice I                   | Laódice I                   | Laódice I                   | Laódice I                   | Laódice I              | Laódice I              |                               |                               |                               |                               |                               |                               |  |  |                               |                               |                               |                               |                               |                               |  |  |  |  |  |  |  |  |  |  |  |  |  |  |  |  |  |  |  |  |  |  |  |  |  |  |  |  |  |  |  |  |
|                           |                           |                           |                           |                            |                            |                            |                            |                            |                            |                           |                           | Andrómaco                   | Andrómaco                   | Andrómaco                   | Andrómaco                   | Andrómaco                    | Andrómaco                    |                              |                              |                              |                              |                             |                             |                             |                             | Antíoco II Theos 261-246    | Antíoco II Theos 261-246    | Antíoco II Theos 261-246    | Antíoco II Theos 261-246    | Antíoco II Theos 261-246    | Antíoco II Theos 261-246    |                             |                             | Laódice I                   | Laódice I                   | Laódice I                   | Laódice I                   | Laódice I              | Laódice I              |                               |                               |                               |                               |                               |                               |  |  |                               |                               |                               |                               |                               |                               |  |  |  |  |  |  |  |  |  |  |  |  |  |  |  |  |  |  |  |  |  |  |  |  |  |  |  |  |  |  |  |  |
|                           |                           |                           |                           |                            |                            |                            |                            |                            |                            |                           |                           |                             |                             |                             |                             |                              |                              |                              |                              |                              |                              |                             |                             |                             |                             |                             |                             |                             |                             |                             |                             |                             |                             |                             |                             |                             |                             |                        |                        |                               |                               |                               |                               |                               |                               |  |  |                               |                               |                               |                               |                               |                               |  |  |  |  |  |  |  |  |  |  |  |  |  |  |  |  |  |  |  |  |  |  |  |  |  |  |  |  |  |  |  |  |
|                           |                           |                           |                           |                            |                            |                            |                            |                            |                            |                           |                           |                             |                             |                             |                             |                              |                              |                              |                              |                              |                              |                             |                             |                             |                             |                             |                             |                             |                             |                             |                             |                             |                             |                             |                             |                             |                             |                        |                        |                               |                               |                               |                               |                               |                               |  |  |                               |                               |                               |                               |                               |                               |  |  |  |  |  |  |  |  |  |  |  |  |  |  |  |  |  |  |  |  |  |  |  |  |  |  |  |  |  |  |  |  |
|                           |                           |                           |                           |                            |                            |                            |                            | Aqueo 220-213              | Aqueo 220-213              | Aqueo 220-213             | Aqueo 220-213             | Aqueo 220-213               | Aqueo 220-213               |                             |                             |                              |                              | Laódice II                   | Laódice II                   | Laódice II                   | Laódice II                   | Laódice II                  | Laódice II                  |                             |                             | Seleuco II Calinico 246-226 | Seleuco II Calinico 246-226 | Seleuco II Calinico 246-226 | Seleuco II Calinico 246-226 | Seleuco II Calinico 246-226 | Seleuco II Calinico 246-226 |                             |                             | Antíoco Hierax 240-228      | Antíoco Hierax 240-228      | Antíoco Hierax 240-228      | Antíoco Hierax 240-228      | Antíoco Hierax 240-228 | Antíoco Hierax 240-228 |                               |                               |                               |                               |                               |                               |  |  |                               |                               |                               |                               |                               |                               |  |  |  |  |  |  |  |  |  |  |  |  |  |  |  |  |  |  |  |  |  |  |  |  |  |  |  |  |  |  |  |  |
|                           |                           |                           |                           |                            |                            |                            |                            | Aqueo 220-213              | Aqueo 220-213              | Aqueo 220-213             | Aqueo 220-213             | Aqueo 220-213               | Aqueo 220-213               |                             |                             |                              |                              | Laódice II                   | Laódice II                   | Laódice II                   | Laódice II                   | Laódice II                  | Laódice II                  |                             |                             | Seleuco II Calinico 246-226 | Seleuco II Calinico 246-226 | Seleuco II Calinico 246-226 | Seleuco II Calinico 246-226 | Seleuco II Calinico 246-226 | Seleuco II Calinico 246-226 |                             |                             | Antíoco Hierax 240-228      | Antíoco Hierax 240-228      | Antíoco Hierax 240-228      | Antíoco Hierax 240-228      | Antíoco Hierax 240-228 | Antíoco Hierax 240-228 |                               |                               |                               |                               |                               |                               |  |  |                               |                               |                               |                               |                               |                               |  |  |  |  |  |  |  |  |  |  |  |  |  |  |  |  |  |  |  |  |  |  |  |  |  |  |  |  |  |  |  |  |
|                           |                           |                           |                           |                            |                            |                            |                            |                            |                            |                           |                           |                             |                             |                             |                             |                              |                              |                              |                              |                              |                              |                             |                             |                             |                             |                             |                             |                             |                             |                             |                             |                             |                             |                             |                             |                             |                             |                        |                        |                               |                               |                               |                               |                               |                               |  |  |                               |                               |                               |                               |                               |                               |  |  |  |  |  |  |  |  |  |  |  |  |  |  |  |  |  |  |  |  |  |  |  |  |  |  |  |  |  |  |  |  |
|                           |                           |                           |                           |                            |                            |                            |                            |                            |                            |                           |                           |                             |                             |                             |                             |                              |                              |                              |                              |                              |                              |                             |                             |                             |                             |                             |                             |                             |                             |                             |                             |                             |                             |                             |                             |                             |                             |                        |                        |                               |                               |                               |                               |                               |                               |  |  |                               |                               |                               |                               |                               |                               |  |  |  |  |  |  |  |  |  |  |  |  |  |  |  |  |  |  |  |  |  |  |  |  |  |  |  |  |  |  |  |  |
|                           |                           |                           |                           |                            |                            |                            |                            |                            |                            |                           |                           |                             |                             |                             |                             |                              |                              | Seleuco III Cerauno 226-223  | Seleuco III Cerauno 226-223  | Seleuco III Cerauno 226-223  | Seleuco III Cerauno 226-223  | Seleuco III Cerauno 226-223 | Seleuco III Cerauno 226-223 |                             |                             | Antíoco III Megas 223-187   | Antíoco III Megas 223-187   | Antíoco III Megas 223-187   | Antíoco III Megas 223-187   | Antíoco III Megas 223-187   | Antíoco III Megas 223-187   |                             |                             | Laódice III                 | Laódice III                 | Laódice III                 | Laódice III                 | Laódice III            | Laódice III            |                               |                               |                               |                               |                               |                               |  |  |                               |                               |                               |                               |                               |                               |  |  |  |  |  |  |  |  |  |  |  |  |  |  |  |  |  |  |  |  |  |  |  |  |  |  |  |  |  |  |  |  |
|                           |                           |                           |                           |                            |                            |                            |                            |                            |                            |                           |                           |                             |                             |                             |                             |                              |                              | Seleuco III Cerauno 226-223  | Seleuco III Cerauno 226-223  | Seleuco III Cerauno 226-223  | Seleuco III Cerauno 226-223  | Seleuco III Cerauno 226-223 | Seleuco III Cerauno 226-223 |                             |                             | Antíoco III Megas 223-187   | Antíoco III Megas 223-187   | Antíoco III Megas 223-187   | Antíoco III Megas 223-187   | Antíoco III Megas 223-187   | Antíoco III Megas 223-187   |                             |                             | Laódice III                 | Laódice III                 | Laódice III                 | Laódice III                 | Laódice III            | Laódice III            |                               |                               |                               |                               |                               |                               |  |  |                               |                               |                               |                               |                               |                               |  |  |  |  |  |  |  |  |  |  |  |  |  |  |  |  |  |  |  |  |  |  |  |  |  |  |  |  |  |  |  |  |
|                           |                           |                           |                           |                            |                            |                            |                            |                            |                            |                           |                           |                             |                             |                             |                             |                              |                              |                              |                              |                              |                              |                             |                             |                             |                             |                             |                             |                             |                             |                             |                             |                             |                             |                             |                             |                             |                             |                        |                        |                               |                               |                               |                               |                               |                               |  |  |                               |                               |                               |                               |                               |                               |  |  |  |  |  |  |  |  |  |  |  |  |  |  |  |  |  |  |  |  |  |  |  |  |  |  |  |  |  |  |  |  |
|                           |                           |                           |                           |                            |                            |                            |                            |                            |                            |                           |                           |                             |                             |                             |                             |                              |                              |                              |                              |                              |                              |                             |                             |                             |                             |                             |                             |                             |                             |                             |                             |                             |                             |                             |                             |                             |                             |                        |                        |                               |                               |                               |                               |                               |                               |  |  |                               |                               |                               |                               |                               |                               |  |  |  |  |  |  |  |  |  |  |  |  |  |  |  |  |  |  |  |  |  |  |  |  |  |  |  |  |  |  |  |  |
|                           |                           |                           |                           |                            |                            |                            |                            |                            |                            |                           |                           |                             |                             |                             |                             | Seleuco IV Filopátor 187-175 | Seleuco IV Filopátor 187-175 | Seleuco IV Filopátor 187-175 | Seleuco IV Filopátor 187-175 | Seleuco IV Filopátor 187-175 | Seleuco IV Filopátor 187-175 |                             |                             | Laódice IV                  | Laódice IV                  | Laódice IV                  | Laódice IV                  | Laódice IV                  | Laódice IV                  |                             |                             | Antíoco IV Epífanes 175-164 | Antíoco IV Epífanes 175-164 | Antíoco IV Epífanes 175-164 | Antíoco IV Epífanes 175-164 | Antíoco IV Epífanes 175-164 | Antíoco IV Epífanes 175-164 |                        |                        |                               |                               |                               |                               |                               |                               |  |  |                               |                               |                               |                               |                               |                               |  |  |  |  |  |  |  |  |  |  |  |  |  |  |  |  |  |  |  |  |  |  |  |  |  |  |  |  |  |  |  |  |
|                           |                           |                           |                           |                            |                            |                            |                            |                            |                            |                           |                           |                             |                             |                             |                             | Seleuco IV Filopátor 187-175 | Seleuco IV Filopátor 187-175 | Seleuco IV Filopátor 187-175 | Seleuco IV Filopátor 187-175 | Seleuco IV Filopátor 187-175 | Seleuco IV Filopátor 187-175 |                             |                             | Laódice IV                  | Laódice IV                  | Laódice IV                  | Laódice IV                  | Laódice IV                  | Laódice IV                  |                             |                             | Antíoco IV Epífanes 175-164 | Antíoco IV Epífanes 175-164 | Antíoco IV Epífanes 175-164 | Antíoco IV Epífanes 175-164 | Antíoco IV Epífanes 175-164 | Antíoco IV Epífanes 175-164 |                        |                        |                               |                               |                               |                               |                               |                               |  |  |                               |                               |                               |                               |                               |                               |  |  |  |  |  |  |  |  |  |  |  |  |  |  |  |  |  |  |  |  |  |  |  |  |  |  |  |  |  |  |  |  |
|                           |                           |                           |                           |                            |                            |                            |                            |                            |                            |                           |                           |                             |                             |                             |                             |                              |                              |                              |                              |                              |                              |                             |                             |                             |                             |                             |                             |                             |                             |                             |                             |                             |                             |                             |                             |                             |                             |                        |                        |                               |                               |                               |                               |                               |                               |  |  |                               |                               |                               |                               |                               |                               |  |  |  |  |  |  |  |  |  |  |  |  |  |  |  |  |  |  |  |  |  |  |  |  |  |  |  |  |  |  |  |  |
|                           |                           |                           |                           |                            |                            |                            |                            |                            |                            |                           |                           | Apama                       | Apama                       | Apama                       | Apama                       | Apama                        | Apama                        |                              |                              | Demetrio I Sóter 162-150     | Demetrio I Sóter 162-150     | Demetrio I Sóter 162-150    | Demetrio I Sóter 162-150    | Demetrio I Sóter 162-150    | Demetrio I Sóter 162-150    |                             |                             | Antíoco V Eupátor 164-162   | Antíoco V Eupátor 164-162   | Antíoco V Eupátor 164-162   | Antíoco V Eupátor 164-162   | Antíoco V Eupátor 164-162   | Antíoco V Eupátor 164-162   |                             |                             |                             |                             |                        |                        |                               |                               |                               |                               |                               |                               |  |  |                               |                               |                               |                               |                               |                               |  |  |  |  |  |  |  |  |  |  |  |  |  |  |  |  |  |  |  |  |  |  |  |  |  |  |  |  |  |  |  |  |
|                           |                           |                           |                           |                            |                            |                            |                            |                            |                            |                           |                           | Apama                       | Apama                       | Apama                       | Apama                       | Apama                        | Apama                        |                              |                              | Demetrio I Sóter 162-150     | Demetrio I Sóter 162-150     | Demetrio I Sóter 162-150    | Demetrio I Sóter 162-150    | Demetrio I Sóter 162-150    | Demetrio I Sóter 162-150    |                             |                             | Antíoco V Eupátor 164-162   | Antíoco V Eupátor 164-162   | Antíoco V Eupátor 164-162   | Antíoco V Eupátor 164-162   | Antíoco V Eupátor 164-162   | Antíoco V Eupátor 164-162   |                             |                             |                             |                             |                        |                        |                               |                               |                               |                               |                               |                               |  |  |                               |                               |                               |                               |                               |                               |  |  |  |  |  |  |  |  |  |  |  |  |  |  |  |  |  |  |  |  |  |  |  |  |  |  |  |  |  |  |  |  |
|                           |                           |                           |                           |                            |                            |                            |                            |                            |                            |                           |                           |                             |                             |                             |                             |                              |                              |                              |                              |                              |                              |                             |                             |                             |                             |                             |                             |                             |                             |                             |                             |                             |                             |                             |                             |                             |                             |                        |                        |                               |                               |                               |                               |                               |                               |  |  |                               |                               |                               |                               |                               |                               |  |  |  |  |  |  |  |  |  |  |  |  |  |  |  |  |  |  |  |  |  |  |  |  |  |  |  |  |  |  |  |  |
|                           |                           |                           |                           |                            |                            |                            |                            |                            |                            |                           |                           |                             |                             |                             |                             |                              |                              |                              |                              |                              |                              |                             |                             |                             |                             |                             |                             |                             |                             |                             |                             |                             |                             |                             |                             |                             |                             |                        |                        |                               |                               |                               |                               |                               |                               |  |  |                               |                               |                               |                               |                               |                               |  |  |  |  |  |  |  |  |  |  |  |  |  |  |  |  |  |  |  |  |  |  |  |  |  |  |  |  |  |  |  |  |
| Alejandro I Balas 150-146 | Alejandro I Balas 150-146 | Alejandro I Balas 150-146 | Alejandro I Balas 150-146 | Alejandro I Balas 150-146  | Alejandro I Balas 150-146  |                            |                            | Cleopatra Tea              | Cleopatra Tea              | Cleopatra Tea             | Cleopatra Tea             | Cleopatra Tea               | Cleopatra Tea               |                             |                             | Demetrio II Nicátor 145-125  | Demetrio II Nicátor 145-125  | Demetrio II Nicátor 145-125  | Demetrio II Nicátor 145-125  | Demetrio II Nicátor 145-125  | Demetrio II Nicátor 145-125  |                             |                             |                             |                             |                             |                             |                             |                             |                             |                             |                             |                             |                             |                             |                             |                             |                        |                        | Antíoco VII Evergetes 138-129 | Antíoco VII Evergetes 138-129 | Antíoco VII Evergetes 138-129 | Antíoco VII Evergetes 138-129 | Antíoco VII Evergetes 138-129 | Antíoco VII Evergetes 138-129 |  |  |                               |                               |                               |                               |                               |                               |  |  |  |  |  |  |  |  |  |  |  |  |  |  |  |  |  |  |  |  |  |  |  |  |  |  |  |  |  |  |  |  |
| Alejandro I Balas 150-146 | Alejandro I Balas 150-146 | Alejandro I Balas 150-146 | Alejandro I Balas 150-146 | Alejandro I Balas 150-146  | Alejandro I Balas 150-146  |                            |                            | Cleopatra Tea              | Cleopatra Tea              | Cleopatra Tea             | Cleopatra Tea             | Cleopatra Tea               | Cleopatra Tea               |                             |                             | Demetrio II Nicátor 145-125  | Demetrio II Nicátor 145-125  | Demetrio II Nicátor 145-125  | Demetrio II Nicátor 145-125  | Demetrio II Nicátor 145-125  | Demetrio II Nicátor 145-125  |                             |                             |                             |                             |                             |                             |                             |                             |                             |                             |                             |                             |                             |                             |                             |                             |                        |                        | Antíoco VII Evergetes 138-129 | Antíoco VII Evergetes 138-129 | Antíoco VII Evergetes 138-129 | Antíoco VII Evergetes 138-129 | Antíoco VII Evergetes 138-129 | Antíoco VII Evergetes 138-129 |  |  |                               |                               |                               |                               |                               |                               |  |  |  |  |  |  |  |  |  |  |  |  |  |  |  |  |  |  |  |  |  |  |  |  |  |  |  |  |  |  |  |  |
|                           |                           |                           |                           |                            |                            |                            |                            |                            |                            |                           |                           |                             |                             |                             |                             |                              |                              |                              |                              |                              |                              |                             |                             |                             |                             |                             |                             |                             |                             |                             |                             |                             |                             |                             |                             |                             |                             |                        |                        |                               |                               |                               |                               |                               |                               |  |  |                               |                               |                               |                               |                               |                               |  |  |  |  |  |  |  |  |  |  |  |  |  |  |  |  |  |  |  |  |  |  |  |  |  |  |  |  |  |  |  |  |
|                           |                           |                           |                           |                            |                            |                            |                            |                            |                            |                           |                           |                             |                             |                             |                             |                              |                              |                              |                              |                              |                              |                             |                             |                             |                             |                             |                             |                             |                             |                             |                             |                             |                             |                             |                             |                             |                             |                        |                        |                               |                               |                               |                               |                               |                               |  |  |                               |                               |                               |                               |                               |                               |  |  |  |  |  |  |  |  |  |  |  |  |  |  |  |  |  |  |  |  |  |  |  |  |  |  |  |  |  |  |  |  |
|                           |                           |                           |                           | Antíoco VI Dioniso 144-142 | Antíoco VI Dioniso 144-142 | Antíoco VI Dioniso 144-142 | Antíoco VI Dioniso 144-142 | Antíoco VI Dioniso 144-142 | Antíoco VI Dioniso 144-142 |                           |                           | Seleuco V Filométor 126-125 | Seleuco V Filométor 126-125 | Seleuco V Filométor 126-125 | Seleuco V Filométor 126-125 | Seleuco V Filométor 126-125  | Seleuco V Filométor 126-125  |                              |                              | Antíoco VIII Gripo 125-96    | Antíoco VIII Gripo 125-96    | Antíoco VIII Gripo 125-96   | Antíoco VIII Gripo 125-96   | Antíoco VIII Gripo 125-96   | Antíoco VIII Gripo 125-96   |                             |                             | Cleopatra Trifena           | Cleopatra Trifena           | Cleopatra Trifena           | Cleopatra Trifena           | Cleopatra Trifena           | Cleopatra Trifena           |                             |                             |                             |                             |                        |                        | Antíoco IX Ciciceno 116-96    | Antíoco IX Ciciceno 116-96    | Antíoco IX Ciciceno 116-96    | Antíoco IX Ciciceno 116-96    | Antíoco IX Ciciceno 116-96    | Antíoco IX Ciciceno 116-96    |  |  |                               |                               |                               |                               |                               |                               |  |  |  |  |  |  |  |  |  |  |  |  |  |  |  |  |  |  |  |  |  |  |  |  |  |  |  |  |  |  |  |  |
|                           |                           |                           |                           | Antíoco VI Dioniso 144-142 | Antíoco VI Dioniso 144-142 | Antíoco VI Dioniso 144-142 | Antíoco VI Dioniso 144-142 | Antíoco VI Dioniso 144-142 | Antíoco VI Dioniso 144-142 |                           |                           | Seleuco V Filométor 126-125 | Seleuco V Filométor 126-125 | Seleuco V Filométor 126-125 | Seleuco V Filométor 126-125 | Seleuco V Filométor 126-125  | Seleuco V Filométor 126-125  |                              |                              | Antíoco VIII Gripo 125-96    | Antíoco VIII Gripo 125-96    | Antíoco VIII Gripo 125-96   | Antíoco VIII Gripo 125-96   | Antíoco VIII Gripo 125-96   | Antíoco VIII Gripo 125-96   |                             |                             | Cleopatra Trifena           | Cleopatra Trifena           | Cleopatra Trifena           | Cleopatra Trifena           | Cleopatra Trifena           | Cleopatra Trifena           |                             |                             |                             |                             |                        |                        | Antíoco IX Ciciceno 116-96    | Antíoco IX Ciciceno 116-96    | Antíoco IX Ciciceno 116-96    | Antíoco IX Ciciceno 116-96    | Antíoco IX Ciciceno 116-96    | Antíoco IX Ciciceno 116-96    |  |  |                               |                               |                               |                               |                               |                               |  |  |  |  |  |  |  |  |  |  |  |  |  |  |  |  |  |  |  |  |  |  |  |  |  |  |  |  |  |  |  |  |
|                           |                           |                           |                           |                            |                            |                            |                            |                            |                            |                           |                           |                             |                             |                             |                             |                              |                              |                              |                              |                              |                              |                             |                             |                             |                             |                             |                             |                             |                             |                             |                             |                             |                             |                             |                             |                             |                             |                        |                        |                               |                               |                               |                               |                               |                               |  |  |                               |                               |                               |                               |                               |                               |  |  |  |  |  |  |  |  |  |  |  |  |  |  |  |  |  |  |  |  |  |  |  |  |  |  |  |  |  |  |  |  |
|                           |                           |                           |                           |                            |                            |                            |                            |                            |                            |                           |                           |                             |                             |                             |                             |                              |                              |                              |                              |                              |                              |                             |                             |                             |                             |                             |                             |                             |                             |                             |                             |                             |                             |                             |                             |                             |                             |                        |                        |                               |                               |                               |                               |                               |                               |  |  |                               |                               |                               |                               |                               |                               |  |  |  |  |  |  |  |  |  |  |  |  |  |  |  |  |  |  |  |  |  |  |  |  |  |  |  |  |  |  |  |  |
| Seleuco VI Epífanes 96-95 | Seleuco VI Epífanes 96-95 | Seleuco VI Epífanes 96-95 | Seleuco VI Epífanes 96-95 | Seleuco VI Epífanes 96-95  | Seleuco VI Epífanes 96-95  |                            |                            | Antíoco XI Epífanes 95-92  | Antíoco XI Epífanes 95-92  | Antíoco XI Epífanes 95-92 | Antíoco XI Epífanes 95-92 | Antíoco XI Epífanes 95-92   | Antíoco XI Epífanes 95-92   |                             |                             | Filipo I Filadelfo 95-83     | Filipo I Filadelfo 95-83     | Filipo I Filadelfo 95-83     | Filipo I Filadelfo 95-83     | Filipo I Filadelfo 95-83     | Filipo I Filadelfo 95-83     |                             |                             | Demetrio III Eucarios 95-88 | Demetrio III Eucarios 95-88 | Demetrio III Eucarios 95-88 | Demetrio III Eucarios 95-88 | Demetrio III Eucarios 95-88 | Demetrio III Eucarios 95-88 |                             |                             | Antíoco XII Dioniso 87-84   | Antíoco XII Dioniso 87-84   | Antíoco XII Dioniso 87-84   | Antíoco XII Dioniso 87-84   | Antíoco XII Dioniso 87-84   | Antíoco XII Dioniso 87-84   |                        |                        | Antíoco X Éusebes 95-83       | Antíoco X Éusebes 95-83       | Antíoco X Éusebes 95-83       | Antíoco X Éusebes 95-83       | Antíoco X Éusebes 95-83       | Antíoco X Éusebes 95-83       |  |  |                               |                               |                               |                               |                               |                               |  |  |  |  |  |  |  |  |  |  |  |  |  |  |  |  |  |  |  |  |  |  |  |  |  |  |  |  |  |  |  |  |
| Seleuco VI Epífanes 96-95 | Seleuco VI Epífanes 96-95 | Seleuco VI Epífanes 96-95 | Seleuco VI Epífanes 96-95 | Seleuco VI Epífanes 96-95  | Seleuco VI Epífanes 96-95  |                            |                            | Antíoco XI Epífanes 95-92  | Antíoco XI Epífanes 95-92  | Antíoco XI Epífanes 95-92 | Antíoco XI Epífanes 95-92 | Antíoco XI Epífanes 95-92   | Antíoco XI Epífanes 95-92   |                             |                             | Filipo I Filadelfo 95-83     | Filipo I Filadelfo 95-83     | Filipo I Filadelfo 95-83     | Filipo I Filadelfo 95-83     | Filipo I Filadelfo 95-83     | Filipo I Filadelfo 95-83     |                             |                             | Demetrio III Eucarios 95-88 | Demetrio III Eucarios 95-88 | Demetrio III Eucarios 95-88 | Demetrio III Eucarios 95-88 | Demetrio III Eucarios 95-88 | Demetrio III Eucarios 95-88 |                             |                             | Antíoco XII Dioniso 87-84   | Antíoco XII Dioniso 87-84   | Antíoco XII Dioniso 87-84   | Antíoco XII Dioniso 87-84   | Antíoco XII Dioniso 87-84   | Antíoco XII Dioniso 87-84   |                        |                        | Antíoco X Éusebes 95-83       | Antíoco X Éusebes 95-83       | Antíoco X Éusebes 95-83       | Antíoco X Éusebes 95-83       | Antíoco X Éusebes 95-83       | Antíoco X Éusebes 95-83       |  |  |                               |                               |                               |                               |                               |                               |  |  |  |  |  |  |  |  |  |  |  |  |  |  |  |  |  |  |  |  |  |  |  |  |  |  |  |  |  |  |  |  |
|                           |                           |                           |                           |                            |                            |                            |                            |                            |                            |                           |                           |                             |                             |                             |                             |                              |                              |                              |                              |                              |                              |                             |                             |                             |                             |                             |                             |                             |                             |                             |                             |                             |                             |                             |                             |                             |                             |                        |                        |                               |                               |                               |                               |                               |                               |  |  |                               |                               |                               |                               |                               |                               |  |  |  |  |  |  |  |  |  |  |  |  |  |  |  |  |  |  |  |  |  |  |  |  |  |  |  |  |  |  |  |  |
|                           |                           |                           |                           |                            |                            |                            |                            |                            |                            |                           |                           |                             |                             |                             |                             | Filipo II Filorromano 69-63  | Filipo II Filorromano 69-63  | Filipo II Filorromano 69-63  | Filipo II Filorromano 69-63  | Filipo II Filorromano 69-63  | Filipo II Filorromano 69-63  |                             |                             |                             |                             |                             |                             |                             |                             |                             |                             |                             |                             |                             |                             |                             |                             |                        |                        | Antíoco XIII Asiático 69-64   | Antíoco XIII Asiático 69-64   | Antíoco XIII Asiático 69-64   | Antíoco XIII Asiático 69-64   | Antíoco XIII Asiático 69-64   | Antíoco XIII Asiático 69-64   |  |  | Seleuco VII Cibiosactes 69-63 | Seleuco VII Cibiosactes 69-63 | Seleuco VII Cibiosactes 69-63 | Seleuco VII Cibiosactes 69-63 | Seleuco VII Cibiosactes 69-63 | Seleuco VII Cibiosactes 69-63 |  |  |  |  |  |  |  |  |  |  |  |  |  |  |  |  |  |  |  |  |  |  |  |  |  |  |  |  |  |  |  |  |